# فرانسیس باردت
سر فرانسیس باردت، پنجمین بارونت(به انگلیسی: Sir Francis Burdett, 5th Baronet) سیاستمدار انگلیسی اصلاح طلب و پسر فرانسیس باردت و همسرش النور بود دختر ویلیام جونز از مانور رامس بری، ویلتشایر، و نوه سر رابرت باردت، بارت بود. از سال ۱۸۲۰ تا زمان مرگ، او در محله سنت جیمز زندگی می‌کرد.